# علی نظرمحمدی
علی نظرمحمدی (۲۴ شهریور ۱۳۵۷ - رشت) دروازه‌بان سابق و مربی فوتبال اهل ایران است.
وی به عنوان بازیکن با تیم‌های ملوان (۲ بار)، مس کرمان (برای اولین بار در فوتبال کرمان)، پگاه گیلان و داماش گیلان به لیگ برتر صعود کرده است. یکی از بهترین فصل‌های فوتبال علی نظرمحمدی در فصل ۸۷–۸۶ رقم خورد که با تیم پگاه گیلان به فینال جام حذفی ایران رسید. هفت برد او در برابر استقلال و پرسپولیس از بازیهای قابل ذکر او به حساب می‌آید. نظرمحمدی پس از کنار گذاشتن فوتبال با گذراندن دوره B مربیگری آسیا، به عنوان کمک مربی روی نیمکت داماش گیلان در لیگ برتر نشست و در سال ۹۲ در شش بازی سرمربی داماش بود. نظرمحمدی در فصل ۹۵–۹۴ در دسته دوم و در فصل ۹۶–۹۵ در دسته یک مربی سپیدرود رشت شد و با این تیم از لیگ دسته دوم به لیگ دسته اول و از دسته اول به لیگ برتر صعود کرد تا رکورد منحصر به فردی را از خود به جا بگذارد. او در لیگ برتر فصل ۹۶–۹۷ نیز به عنوان سرمربی سپیدرود حضور داشت و در پایان نیم فصل علی رغم کسب نتایج قابل قبول به دلیل اختلاف با مالک موقت این تیم از سپیدرود جدا شد.
همچنین علی نظرمحمدی علی رغم جدایی از چوکای تالش درهفته های پایانی فصل۱۴۰۱-۱۴۰۰ تاثیر بسیار زیادی درقهرمانی چوکای تالش در لیگ دسته دو فصل۱۴۰۱-۱۴۰۰ داشت.
همچنین از دیگر کارهای مهم او در زمان مربیگری میتوان به حفظ سهمیه رایکای بابل و داماش گیلان در لیگ دسته یک و حفظ سهمیه بعثت کرمانشاه در لیگ دسته دو را نام برد.
نظرمحمدی در بهار سال ۱۳۹۷ در کلاس مربیگری A آسیا در مشهد شرکت کرد و بالاترین مدرک مربیگری آسیا را نیز کسب کرد.